# Kerukunan Kuta Panjang
Kerukunan Kuta Panjang is een bestuurslaag in het regentschap Gayo Lues van de provincie Atjeh, Indonesië. Kerukunan Kuta Panjang telt 1100 inwoners (volkstelling 2010).